# Diapensia wardii
Diapensia wardii är en fjällgröneväxtart som beskrevs av William Edgar Evans. Diapensia wardii ingår i släktet fjällgrönor, och familjen fjällgröneväxter. Inga underarter finns listade i Catalogue of Life.